# スリザー
『スリザー』（Slither）は、2006年にアメリカ合衆国で制作されたSFホラーコメディ映画。ジェームズ・ガンの初監督作品。

## ストーリー
アメリカ合衆国南西部のとある田舎町。鹿狩り前夜祭に盛り上がるこの町の有力者グラントは、ある晩些細なことで妻のスターラと喧嘩をし、酒場で一人飲んだくれていた。そこへ昔の女友達ブレンダが現れる。意気投合した二人は思い出の場所である町外れの森へと向かうのだった。だが、二人が向かった森の中には、宇宙から隕石と共に地球にやって来た謎の地球外生命体が潜んでいた。これを偶然発見したグラントは、ナメクジのようなその生命体に寄生されてしまうのだった。
その日からグラントの様子はおかしくなり、町では次々と行方不明が出るようになる。グラントの様子を不審に思うスターラは、ある日夫がすでに人間ではなくなっていることを知る。身体がイカのように変貌してしまったグラントはスターラに襲いかかるが、彼女の幼馴染の警察署長ビルの手助けによって事無きを得るのだった。ビルに撃退されたグラントはあの森へと姿を消し、それを追ったビル達は恐ろしいものを目にする。そこにははち切れそうなぐらいに膨らんだブレンダの姿があった。その直後、ブレンダは爆発。彼女の体内からは無数の地球外生命体が姿を現す。
おびただしい数の生命体は町を襲撃。生命体に口から体内に侵入された住民達はゾンビと化し、次々に他の住民達を襲い始めるのだった。住民を襲い終えたゾンビ達は、グラントの元に集結し、彼との融合を果たす。こうして、もはや人間の面影は一切ない化け物となってしまったグラントだったが、彼に寄生している地球外生命体は彼の記憶を読みとったことでスターラへの愛を覚えてしまっていた。その愛が弱点となった地球外生命体は、スターラに一瞬の隙を突かれてガス爆発により敗北する。こうして多くの犠牲者を出した惨劇は幕を閉じるのだったが、地球外生命体は猫に寄生し難を逃れていることが最後に判明する。

## キャスト
※括弧内は日本語吹替
- ビル・パーディ - ネイサン・フィリオン（高橋広樹）
- スターラ・グラント - エリザベス・バンクス（本田貴子）
- グラント・グラント - マイケル・ルーカー（大塚芳忠）
- ジャック・マクレディ町長 - グレッグ・ヘンリー（内田直哉）
- カイリー・ストラットマイヤー - タニア・ソルニア（小島幸子）
- ブレンダ・グティエレス - ブレンダ・ジェームズ（弓場沙織）
- ウォーリー・ホエール - ドン・トンプソン（藤本譲）
- マーガレット・フーパー - ジェニファー・コッピング（藤原美央子）
- シェルビー・カニンガム - ジェナ・フィッシャー
- トレヴァー・カーペンター - ヘイグ・サザーランド（羽多野渉）
- エミリー・ストラットマイヤー - マトレヤ・フョードル（英語版）
- ジェナ・ストラットマイヤー - アンバー・リー・バートレット
- カール医師 - ロブ・ゾンビ（声）
- ハンク - ジェームズ・ガン（クレジットなし）（志村知幸）